# Hana Fančovičová
Hana Fančovičová (n. 2 mai 2004) este o sportivă ce a reprezentat Slovacia. A participat la competiții asociate Jocurilor Olimpice în care a câștigat o medalie de bronz.